# 能登群震

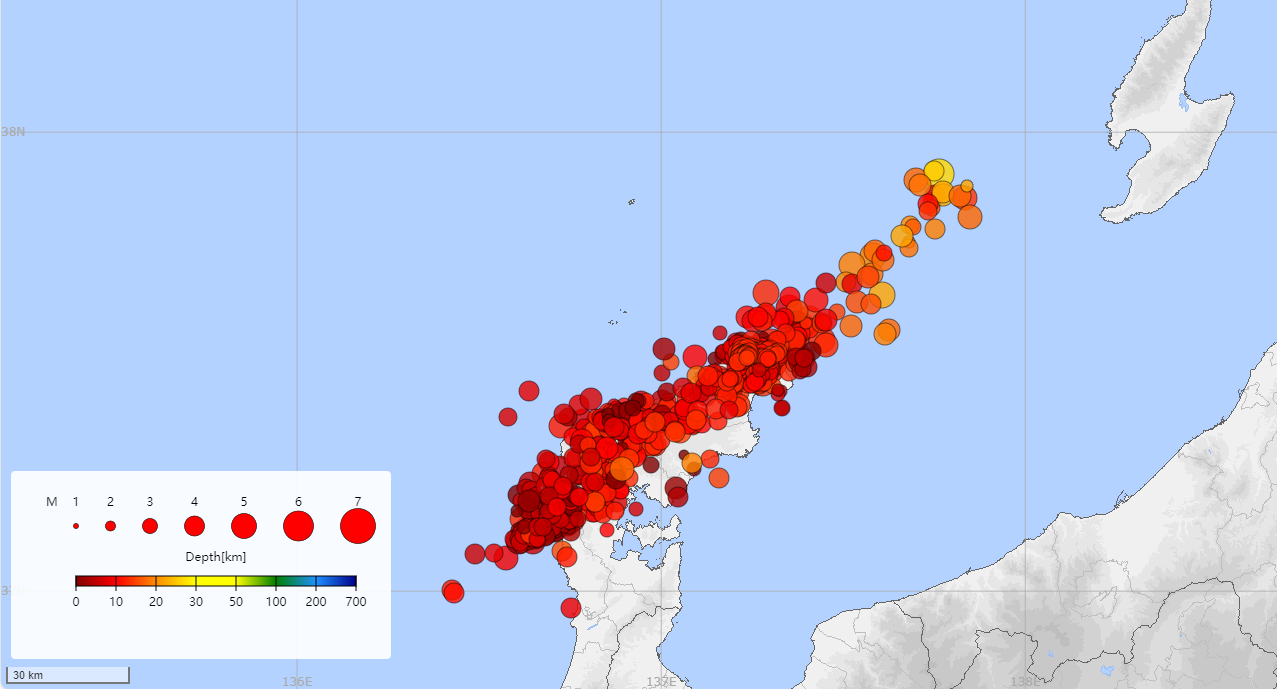
日本石川群震地图（自2020年12月）。最初的地震活动在能登半岛北端的珠洲市附近，2024年1月1日以后地震活动范围从佐渡岛西方扩大至能登半岛西方。

能登群震（日语：能登群発地震）是指自2020年12月以来日本石川县附近发生的群震。随着一连串的地震活动，2024年1月1日发生了目前最大的7.6级地震，日本气象厅将其命名为「令和6年能登半岛地震」，最大震度为震度7。2023年5月5日在石川县发生的地震，被命名为「令和5年奥能登地震」，最大震度6强。

## 概要
石川县能登地方在2018年左右发生地震次数逐渐增加。2020年12月开始地震活动变得活跃。根据气象厅表示，2020年12月至2024年1月2日13时的观测到震度1以上的地震次数达675次。
一连串的地震活动发生在2022年石川地震东西约15千米 ，南北约15千米的区域，特别是从北侧到东侧的区域地震活动特别活跃。地震活动的区域呈现顺时针方向扩大的趋势，2022年11月以后向沿东南部海岸扩大此外，2023年5月的6.5级地震发生在活动区域东侧的北部，此后地震活动范围进一步向北向东扩大。
此群震的具体原因尚不清楚。根据金泽大学平松良浩教授的说法，从地下升起的流体可能导致地壳膨胀,板块运动使水等流体上升，进入断层缝隙，进而诱发地震。同时也观测到地面隆起的地壳变动，其中珠洲市的观测点在2020年11月至2022年6月期间，地面隆起约4厘米像能登半岛这样周围没有火山的地区能观测到如此大的地壳变动是相当罕见的。东京工业大学教授中岛淳一根据对该地区过去地震的分析结果推测，半岛地下广泛存在着水。此外，如果能弄清它们的供应量和上升路径，就有可能预测到地震活动。西村卓也说，本次地震的特点是水流入范围较大，可能东西跨度达到100公里以上。不过，仅是流体还不会诱发如此规模的地震，估计相关区域原本就积累了应力需要释放。
此外，根据2023年4月地震调查研究推进本部地震调查委员会的说法，关于能登半岛的活跃地震活动,“从地壳变动区的变化、地震活动向浅部的移动、电导率的分布来看，此次地震活动可能与流体的移动有关。”
| 年     | 最大震度次数 | 最大震度次数 | 最大震度次数 | 最大震度次数 | 最大震度次数 | 最大震度次数 | 最大震度次数 | 最大震度次数 | 最大震度次数 | 总計 |
| 年     | 1            | 2            | 3            | 4            | 5弱          | 5強          | 6弱          | 6強          | 7            | 总計 |
| ------ | ------------ | ------------ | ------------ | ------------ | ------------ | ------------ | ------------ | ------------ | ------------ | ---- |
| 2021年 | 39           | 19           | 10           | 1            | 1            | 0            | 0            | 0            | 0            | 70   |
| 2022年 | 130          | 39           | 18           | 6            | 0            | 1            | 1            | 0            | 0            | 195  |
| 2023年 | 151          | 61           | 21           | 6            | 0            | 1            | 0            | 1            | 0            | 241  |
| 2024年 | 1036         | 429          | 171          | 48           | 7            | 8            | 2            | 0            | 1            | 1702 |
| 总計   | 1356         | 548          | 220          | 61           | 8            | 10           | 3            | 1            | 1            | 2208 |

## 主要地震列表
| 2021年9月16日                                             | 18:42 | 5.1 | 5弱 |  |
| 2022年6月19日                                             | 15:08 | 5.4 | 6-  |  |
| 2022年6月20日                                             | 10:31 | 5.0 | 5強 |  |
| 2023年5月5日                                              | 14:42 | 6.5 | 6+  |  |
| 2023年5月5日                                              | 21:58 | 5.9 | 5+  |  |
| 2024年1月1日                                              | 16:10 | 7.6 | 7   |  |
| 2024年1月1日以后的地震请参照2024年能登半島地震#地震序列。 |       |     |     |  |